# Jargeau
Jargeau es una comuna francesa, situada en el departamento de Loiret, en la región de Centro-Valle del Loira.
La comuna está ubicada dentro de la zona del Valle del Loira, declarada Patrimonio de la Humanidad por la UNESCO. 

## Demografía
| 2846 | 2843 | 2855 | 3376 | 3561 | 3979 | 4676 |
| Para los censos de 1962 a 1999 la población legal corresponde a la población sin duplicidades (Fuente: INSEE [Consultar]) |      |      |      |      |      |      |

## Monumentos
En la plaza de Martroi, fue erigida una escultura de Juana de Arco en el año 1898, obra de 1895 del escultor Alfred-Désiré Lanson. Conmemora la batalla de Jargeau.

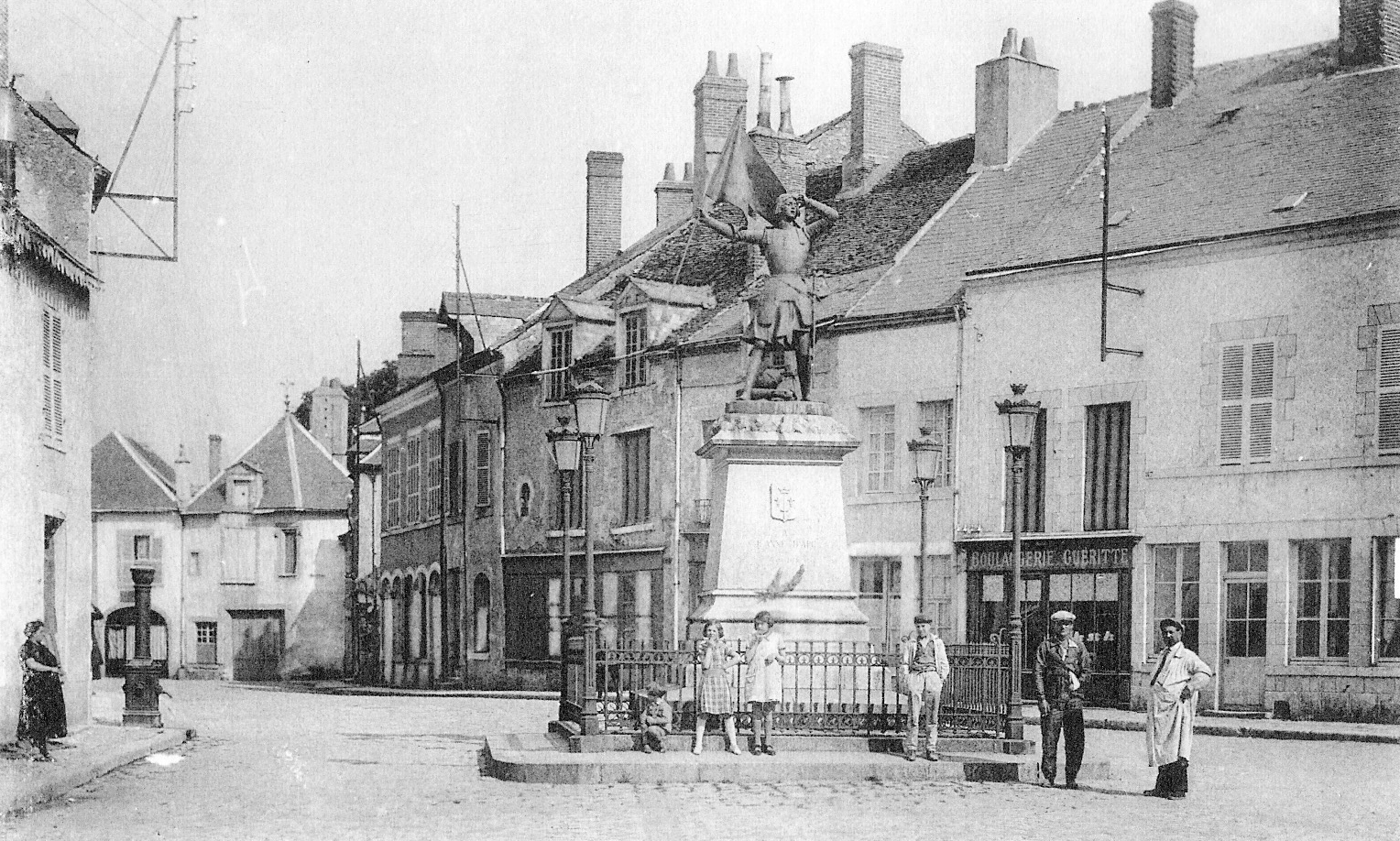
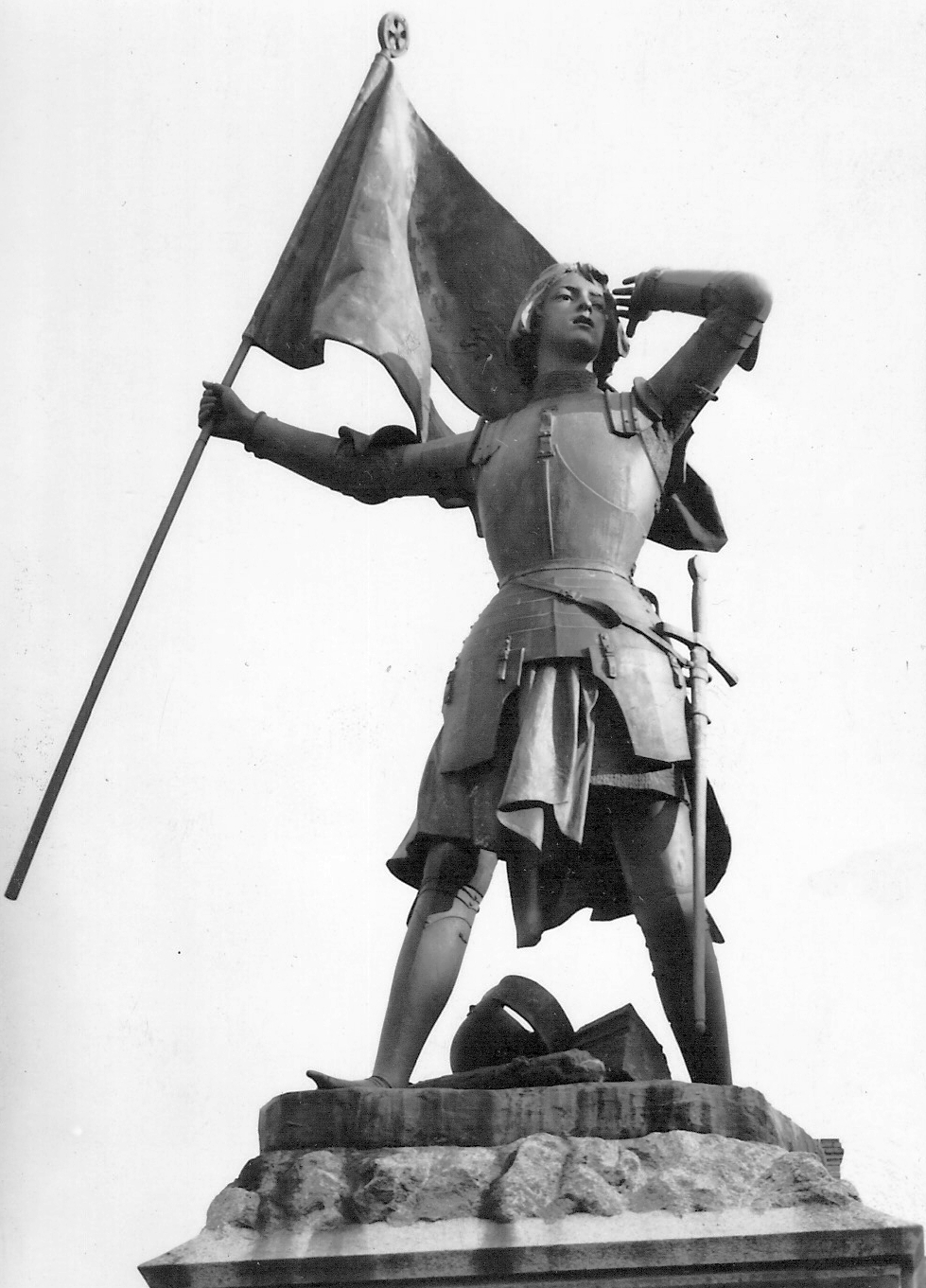